# Treviso
Trevisoⓘ ([treˈvizo], pol. uproszczona: trewizo) – miasto i gmina we Włoszech, w regionie Wenecja Euganejska, w prowincji Treviso na Nizinie  Weneckiej. Treviso stanowi ośrodek administracyjny tejże prowincji. 
Według danych na rok 2004 gminę zamieszkiwało 79 875 osób, 1452,3 os./km².

## Historia
Od XI wieku jest gminą miejską. Od roku 1389 miejscowość była podległa Wenecji, następnie, w latach 1798–1806 i 1813–1866 – Austrii.
Urodził się tutaj Nicollo Boccasini, późniejszy papież Benedykt XI.

## Zabytki
- Palazzo dei Trecento z XIII-XIV wieku
- Kościół św. Franciszka z XIII wieku
- Kościół San Nicolò z XIII wieku
- Loggia dei Cavalieri
- Katedra św. Piotra powstała w XII w. była kilkakrotnie przebudowywana. We wnętrzu znajduje się obraz Zwiastowanie pędzla Tycjana oraz fresk Pokłon Trzech Króli autorstwa Giovanniego de Sacchis Pordenenone.
- Piazza dei Signori z Palazzo di Podestà z końca XV wieku
- Ponte di Pria (Most kamienny)

## Sport
W Treviso swoją siedzibę ma jedna z najbardziej utytułowanych włoskich drużyn koszykarskich – Benetton Treviso oraz siatkarskich - Sisley Treviso.

## Miasta partnerskie
- Orlean, Francja
- Timișoara, Rumunia
- Guelph, Kanada
- Sarasota, USA
- Kurytyba, Brazylia